# Zin (krant)
De Zin was een weekkrant voor de leden van de Industriebond FNV, die van 1979 tot 1985 werd uitgegeven door de Federatie Nederlandse Vakbeweging. Het was een voortzetting van: Actie: weekkrant van de industriebonden NVV-NKV. Het doel van de uitgave was discussie, waarbij polarisatie niet werd geschuwd. Het aan de kaak stellen van misstanden was het middel.
Per 27 april 1985 werd het opgevolgd door het FNV magazine, dat wordt uitgegeven door de Stichting FNV-pers.